# Rheobatrachus vitellinus
Rheobatrachus vitellinus, la granota incubadora gàstrica del nord, és una espècie extinta d'amfibi anur de la família dels miobatràquids (Myobatrachidae).
L'equip de Michael Archer de la Universitat de Nova Gal·les del Sud va anunciar el març del 2013 que el material genètic d'aquesta espècie, conservat abans de la seva desaparició, s'ha clonat a partir d'ous de Mixophyes fasciolatus, una espècie molt relacionada. L'embrió Rheobatrachus vitellinus es va desenvolupar sense arribar a terme.

## Descripció
Descrita el 1984 per Mahony, Tyler i Davies, aquesta granota, com el seu nom indica, tenia la particularitat d’empassar-se els ous que després es desenvolupaven a l'estómac. La funció digestiva se suspenia fins al naixement dels capgrossos.

## Distribució i hàbitat
Aquesta espècie era endèmica de l'est de Queensland. Es va trobar entre els 400 i els 1000 m d'altitud a les selves pluvials del parc nacional d'Eungella. La seva àrea de distribució cobria menys de 500 km². Era una espècie aquàtica que vivia només a la part superficial de corrents d'aigües ràpides. Considerat extingit el 2001, no s'havia vist des del 1985 a la seva zona d'origen.